# Episodi di Viper (prima stagione)
La prima stagione della serie televisiva Viper è stata trasmessa in anteprima negli Stati Uniti d'America dalla NBC tra il 2 gennaio 1994 e il 1º aprile 1994.
| nº | Titolo originale | Titolo italiano | Prima TV USA     | Prima TV Italia |
| -- | ---------------- | --------------- | ---------------- | --------------- |
| 1  | Pilot            |                 | 2 gennaio 1994   |                 |
| 2  | Once a Thief     |                 | 7 gennaio 1994   |                 |
| 3  | Ghost            |                 | 14 gennaio 1994  |                 |
| 4  | Safe as Houses   |                 | 21 gennaio 1994  |                 |
| 5  | Firehawk         |                 | 28 gennaio 1994  |                 |
| 6  | Mind Games       |                 | 11 febbraio 1994 |                 |
| 7  | The Face         |                 | 18 febbraio 1994 |                 |
| 8  | Wheels of Fire   |                 | 25 febbraio 1994 |                 |
| 9  | Past Tense       |                 | 4 marzo 1994     |                 |
| 10 | The Scoop        |                 | 11 marzo 1994    |                 |
| 11 | Thief of Hearts  |                 | 18 marzo 1994    |                 |
| 12 | Crown of Thorns  |                 | 1º aprile 1994   |                 |